# Elias Corneliussen
Elias Corneliussen (ur. 3 sierpnia 1881 w Kristianii, zm. 6 kwietnia 1951 w Tønsbergu) – norweski wojskowy, kontradmirał. Dowódca Sjøforsvaret podczas II wojny światowej i pełniący obowiązki naczelnego dowódcy Norweskich Sił Zbrojnych w 1946.

## Życiorys
Urodził się w rodzinie inspektora szkolnego Andreasa Martina Corneliussena i Clary Thinn. W 1896 ukończył szkołę średnią i rozpoczął pracę jako marynarz na statkach pływających do Wielkiej Brytanii.
W 1899 wstąpił do Sjøkrigsskolen, którą ukończył w 1906. Następnie dołączył do marynarki wojennej. W 1905 był dowódcą kutra torpedowego, w następnych latach pływał na innych jednostkach. W latach 1908–1909 był dowódcą szkoły marynarki wojennej we Fredrikstad, a w latach 1909–1913 pracował w Ministerstwie Obrony. Od 1913 do 1922 był nauczycielem w Sjøkrigsskolen.
Od 1922 służył w 1. Sjømilitære distriktskommando, m.in. jako dowódca trałowców, adiutant króla Haakona VII i jako zastępca dowódcy pancernika Norge. Służył też jako szef departamentu w sztabie generalnym marynarki wojennej oraz szef tego sztabu.
W 1940 wraz z królem i rządem udał się na emigrację do Wielkiej Brytanii. W 1941 został awansowany na stopień kontradmirała i został dowódcą marynarki wojennej, funkcję tę piastował do 1946.
Po powrocie do kraju, w 1946 przez krótki okres pełnił funkcję naczelnego dowódcy Norweskich Sił Zbrojnych. Następnie przeszedł na emeryturę.

## Odznaczenia
- Komandor z Gwiazdą Orderu Świętego Olafa (1948)[1]
- Komandor Orderu Łaźni[1]
- Komandor Legii Honorowej[1]